# تانامبه
تانامبه (به لاتین: Tanambe) یک منطقهٔ مسکونی در ماداگاسکار است که در آمپارافاراوولا واقع شده‌است. تانامبه ۱۹٬۰۰۰ نفر جمعیت دارد و ۷۷۰ متر بالاتر از سطح دریا واقع شده‌است.